# Eparchia di Kudymkar

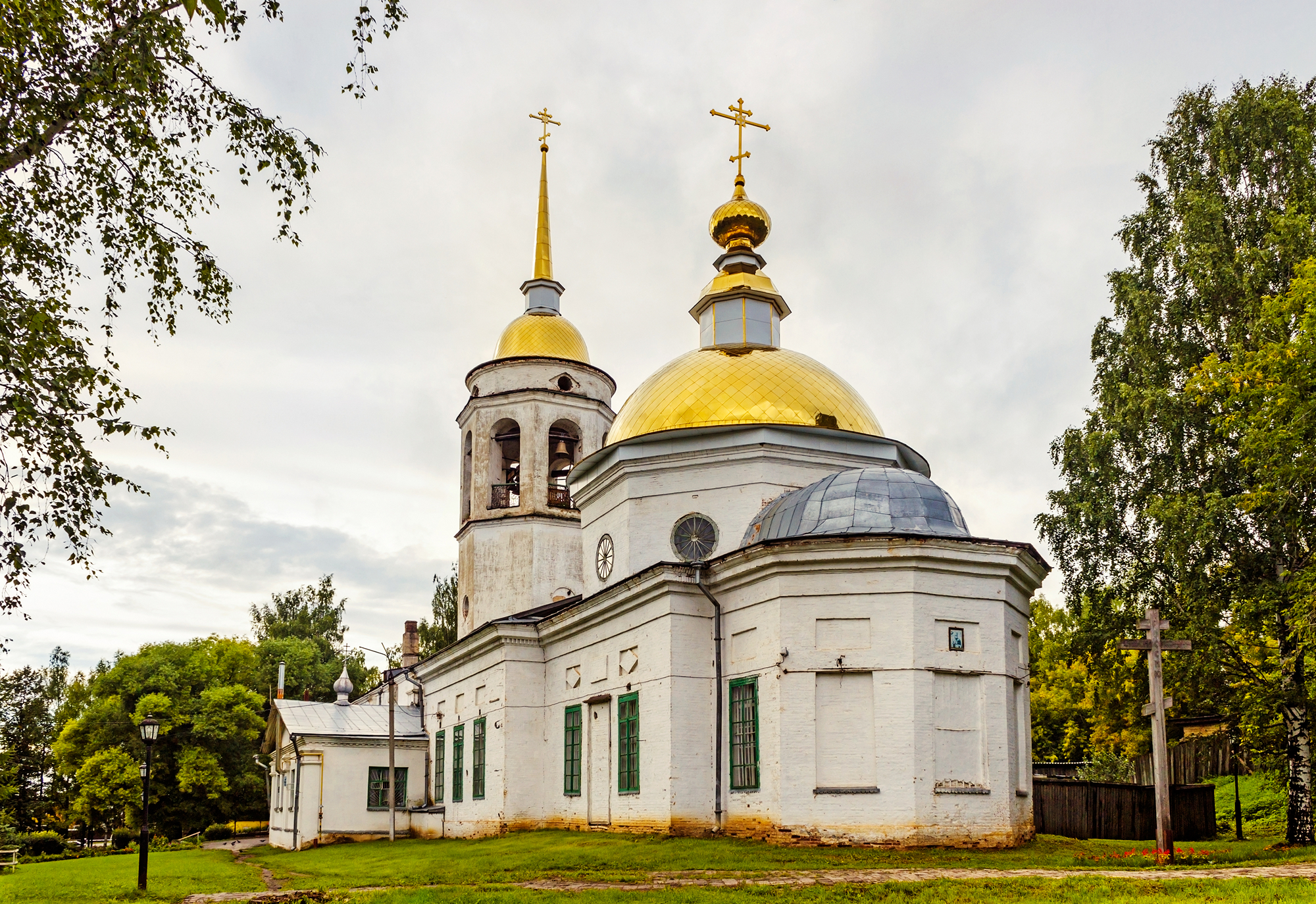
La cattedrale di San Nicola di Kudymkar.

L'eparchia di Kudymkar (in russo Кудымкарская епархия?) è una diocesi della Chiesa ortodossa russa, appartenente alla metropolia di Perm'.

## Territorio
L'eparchia comprende il circondario dei Komi-Permiacchi e i rajon Bol'šesosnovskij, Vereščaginskij, Il'inskij, Karagajskij, Nytvenskij, Ochanskij, Očërskij, Sivinskij e Častinskij nel territorio di Perm'.
Sede eparchiale è la città di Kudymkar, dove si trova la cattedrale di San Nicola.
L'eparca ha il titolo ufficiale di «eparca di Kudymkar e Vereščagino».

## Storia
L'eparchia è stata eretta dal Santo Sinodo della Chiesa ortodossa russa il 19 marzo 2014, ricavandone il territorio dall'eparchia di Perm', e contestualmente è entrata a far parte della metropolia di Perm'.